# روجر أشتون غريفيث
روجر اشتون غريفيث (بالإنجليزية: Roger Ashton-Griffiths)‏ (و. 1957 – م) هو ممثل، ومخرج سينمائي، وكاتب سيناريو، ومغني أوبرا، وممثل مسرحي، وممثل أفلام من المملكة المتحدة . ولد في هيرتفوردشير .

## التعليم
تعلم في جامعة لانكستر

## روابط خارجية
- روجر أشتون غريفيث على موقع IMDb (الإنجليزية)
- روجر أشتون غريفيث على موقع قاعدة بيانات الأفلام العربية
- روجر أشتون غريفيث على موقع ألو سيني (الفرنسية)
- روجر أشتون غريفيث على موقع أول موفي (الإنجليزية)
- روجر أشتون غريفيث على موقع قاعدة بيانات الأفلام السويدية (السويدية)
- روجر أشتون غريفيث على موقع قاعدة بيانات الفيلم (الإنجليزية)
- روجر أشتون غريفيث على موقع كينوبويسك (الروسية)